# Eclytus turbinatus
Eclytus turbinatus là một loài tò vò trong họ Ichneumonidae.